# Argumentum ab auctoritate
L'argumentum ab auctoritate, detto anche argomento autorevole e appello all'autorità, è uno speciale argomento induttivo solitamente presentato sotto forma di sillogismo statistico, che sostiene la tesi dal generale allo specifico.

## Forme
Questo argomento può assumere diverse forme. Come sillogismo statistico, l'argomento presenta la seguente struttura di base:
- La maggior parte di ciò che l'autorità "A" dice sull'argomento "S" è corretto
- "A" dice "P" riguardo all'argomento "S"
- Pertanto "P" è corretto.

Il punto di forza dell'argomento autorevole dipende da due fattori:
1. L'autorità è un legittimo esperto della materia
2. Esiste un consenso, tra i legittimi esperti della materia, relativamente alla discussione

I due fattori – competenza legittima e consenso tra gli esperti – possono essere incorporati nella struttura del sillogismo statistico; in tal caso, l'argumentum può essere strutturato nel modo seguente:
- "X" sostiene che "A" sia vero
- "X" è un legittimo esperto della materia
- Il consenso degli esperti in materia concorda con "X"
- Pertanto esiste la supposizione che "A" sia vero

## Esempi
1. "Bisogna cacciare gli artisti dallo Stato perché Platone diceva così (nella Repubblica)."
2. "Il giudice ha sentenziato la colpevolezza di Tizio, dunque Tizio è colpevole."
3. "Sta scritto sul giornale."
4. "Lo ha detto la televisione."

## Descrizione
È un tipo di argomento accettabile solo se entrambe le parti condividono l'autorità della persona chiamata in causa; nel secondo caso ad esempio Tizio potrebbe essere innocente e il giudice della sua causa potrebbe aver sbagliato.

## Ad judicium
Un argomento derivante da ab auctoritate è l'argumentum ad judicium.